# نظریه جغرافیای زیستی جزایر
تعداد گونه‌های موجود در هر جزیره به عواملی چند بستگی دارد: وسعت، پستی و بلندی، تنوع زیستگاه‌ها، نزدیکی به سرزمین اصلی، غنای گونه‌ای سرزمین اصلی و همچنین تعادل حاصل بین نرخ استقرار گونه‌های جدید و نرخ انقراض گونه‌های استقرار یافته.
در طی ۱۵۰ سال گذشته مشاهدات و تحلیل‌های فراوانی پیرامون این پدیده صورت گرفته است. دانشمندان همیشه تلاش می‌کنند انبوه اطلاعات موجود در این زمینه را در قالب یک تئوری جامع ترکیب نموده تا از آن طریق نه تنها آن‌ها را توجیه نمایند، بلکه همچنین بتوانند پیش بینی‌هایی نیز به عمل آورند. چنین نظریه‌ای سرانجام به وسیله‌ی رابرت مک آرتور و ادوارد ویلسون در کتابشان با نام تئوری جغرافیای زیستی جزایر که بر مبنای یک مدل ریاضی استوار بود ارائه گردید